# Fernando Ibáñez Payés
Fernando Ibáñez Payés fou un empresari i polític valencià, alcalde de València i diputat a les Corts Espanyoles durant la restauració borbònica.

## Biografia
Membre del Partit Liberal, fou elegit diputat pel districte de Xelva a les eleccions generals espanyoles de 1901 en una elecció parcial per a substituir José Manteca Oria. De juny de 1912 a novembre de 1913 fou també alcalde de València. Durant el seu mandat es va aprovar el pla de reforma i millora de l'interior de la ciutat projectat per l'arquitecte Federico Aymamí. El 1915 fou diputat provincial pel districte Mar-Mercat de València, i el 1917 fou president de la Diputació de València. El 1930 era el contribuent més gran de València